# Shannon Elizabeth
Shannon Elizabeth Fadal (ur. 7 września 1973 w Houston w Teksasie) – amerykańska aktorka i modelka.
Występowała w roli Nadii w komedii z 1999 roku pt. American Pie.

## Życiorys
Jako dziecko mieszkała w Waco. Jej ojciec ma pochodzenie syryjsko-libańskie, a matka – francusko-angielsko-indiańskie. W szkole uczęszczała na treningi cheerleaderek, interesowała się tenisem oraz siatkówką i rozważała rozpoczęcie kariery sportowej.
Debiut aktorski zaliczyła w horrorze fantasy Michaela Cooneya Jack Frost w 1996 roku. Przed rozpoczęciem profesjonalnej kariery filmowej pracowała jako modelka. W sierpniu 1999 roku pojawiła się w magazynie „Playboy”. Tego samego roku otrzymała drugoplanową rolę słowiańskiej imigrantki Nadii w komedii młodzieżowej American Pie, a swoją rolę powtórzyła jeszcze dwa lata później w sequelu – American Pie 2. W 2000 roku pojawiła się w teledysku do singla Enrique Iglesiasa „Be With You” oraz wystąpiła w kolejnej roli w Strasznym filmie, jako Buffy Gilmore – parodia postaci z horrorów Koszmar minionego lata i Krzyk. Straszny film był pierwszym z trzech filmów wytwórni Miramax, w których wystąpiła Shannon Elizabeth (po sukcesie filmu American Pie, czyli dowCipna sprawa, aktorka podpisała z wytwórnią kontrakt na występ w trzech jej filmach).
W 2000 roku nominowano ją do nagrody MTV Movie Awards za rolę w American Pie w kategorii „Najlepsza przełomowa rola kobieca”. W podobnej kategorii kolejnego roku zyskała nagrodę podczas Hollywood Film Festival.

### Życie prywatne
Elizabeth była przez 10 lat w związku z aktorem Josephem D. Reitmanem, włączając trzyletni okres małżeństwa. Para pobrała się 15 czerwca 2002, rozstała się w marcu 2005, a Elizabeth wniosła o rozwód w czerwcu 2005.
Po atakach 11 września Elisabeth nagrała ogłoszenie publiczne, w którym mówiła: „Jestem pół-Arabką, ale stuprocentową Amerykanką. Co się dzieje wpływa na mnie tak samo, jak na wszystkich innych”.
Po tym, jak odpadła z amerykańskiej wersji Tańca z Gwiazdami w kwietniu 2008, Elizabeth zaczęła spotykać się z Derekiem Hough, jej tanecznym partnerem z show. Ich związek zakończył się w sierpniu 2009.

## Filmografia

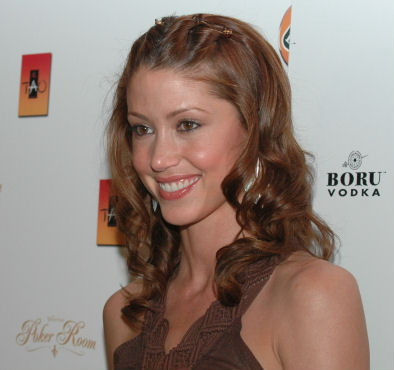
Shannon Elizabeth w 2006 roku

- American Pie: Zjazd absolwentów (American Reunion, 2012) jako Nadia
- Night of the Demons (2009) jako Angela Feld
- Rozdanie (Deal, 2008) jako Michelle
- Masz tylko mnie (You Belong to Me, 2008) jako Alex
- Przeklęta (Cursed, 2005) jako Becky Morton
- Wyznania panny młodej (Confessions of an American Bride, 2005) jako Sam
- Dzieciak i ja (The Kid & I, 2005) jako Aaron Roman
- Wakacje rodziny Johnsonów (Johnson Family Vacation, 2004) jako Chrishelle Rene Boudreau
- To właśnie miłość (Love Actually, 2003) jako Harriet
- Survivin' the Island (2002) jako pracownica biurowa
- American Pie 2 (2001) jako Nadia
- Jay i Cichy Bob kontratakują (Jay and Silent Bob Strike Back, 2001) jako Justice
- Trzynaście duchów (Thirtheen Ghosts, 2001) jako Kathy Kriticos
- Kocurek (Tomcats, 2001) jako Natalie Parker
- Dish Dogs (2000) jako Anne
- Evicted (2000) jako księżniczka
- Straszny film (Scary Movie, 2000) jako Buffy Gilmore
- American Pie (American Pie, 1999) jako Nadia
- Nauczka z zaświatów (Dying to Live, 1999) jako Vanessa Canningham
- Seamless: Kidz Rule (1999) jako Nicole
- Cyber gliny (Blade Squad, 1998) jako pielęgniarka
- Wybuch (Blast, 1997) jako zakładniczka
- Jack Frost (1996) jako Jill Metzler